# Famiglia Sinibaldo
La famiglia Sinibaldo è stata una famiglia di tipografi attiva intorno alla metà del XVII secolo a Torino, presso il Ducato dei Savoia.

## Storia

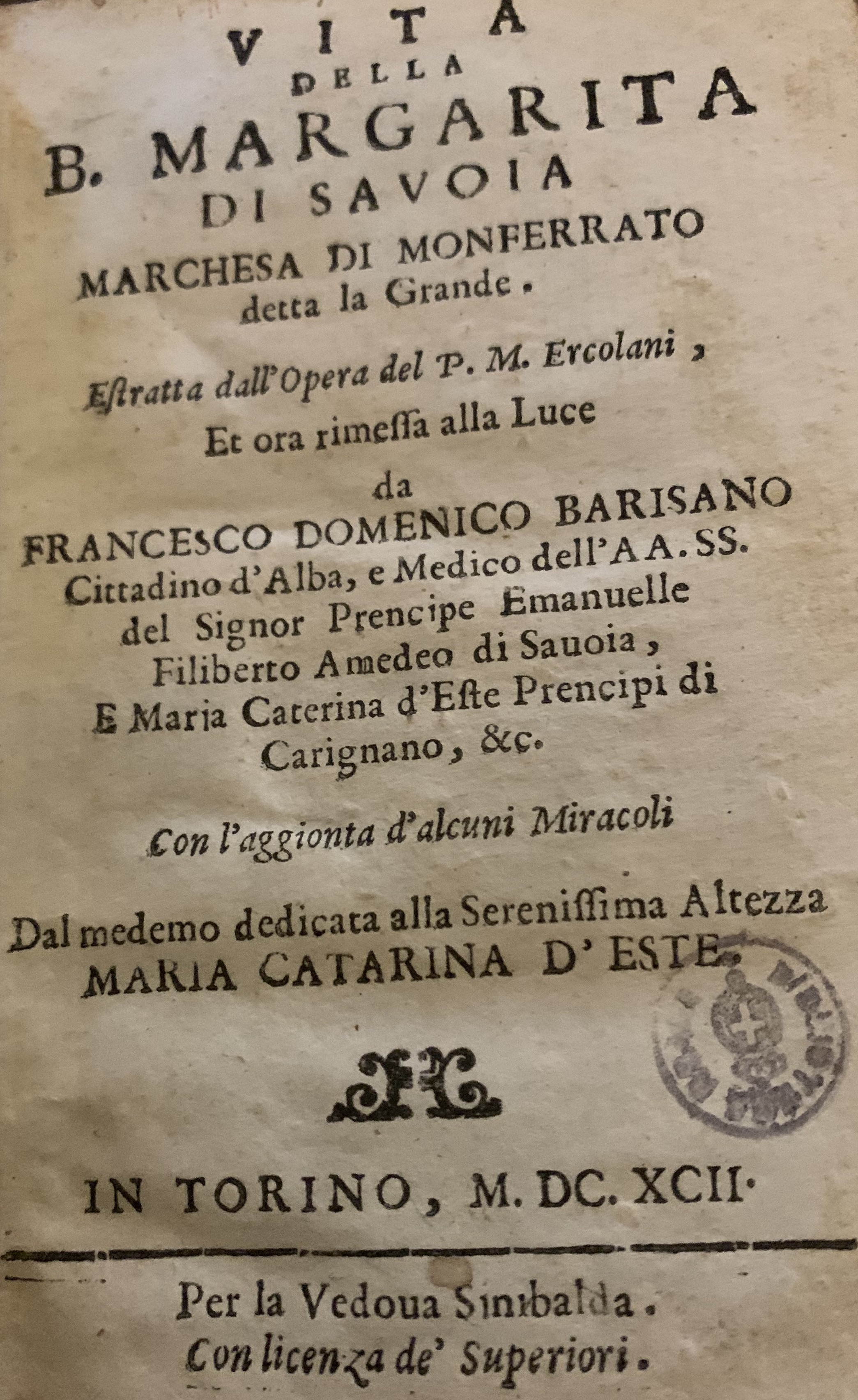
Frontespizio dell'opera di Barisano Francesco "Vita della Beata Margarita di Savoia Marchesa del Monferrato detta la Grande" stampato da Anna Maria de' Cervetti nel 1692. Al fondo del frontespizio si può notare la dicitura "vedoua Sinibalda"

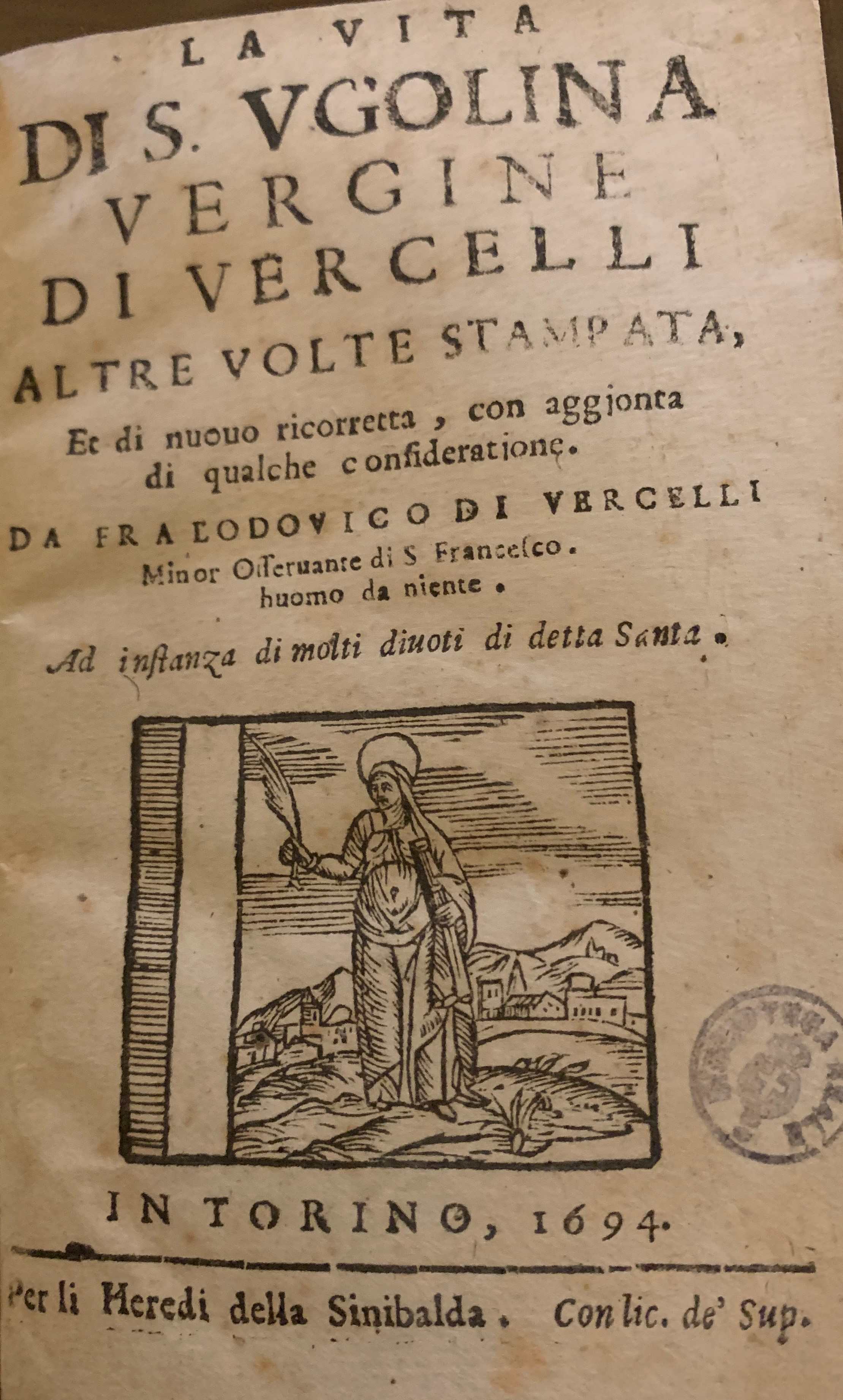
Frontespizio dell'opera di Fra' Ludovico da Vercelli "La vita di S. Ugolina Vergine di Vercelli" stampata dagli eredi di Anna Maria de' Cervetti nel 1694.

Stampatori ufficiali del Ducato di Savoia, come figura preminente vi è Giovanni Sinibaldo, che operò presso la corte di Carlo Emanuele II nella seconda metà del Seicento. Alla morte di costui, la moglie Anna Maria de' Cervetti,  gli succedette alla conduzione dell'attività insieme agli eredi.

### L'attività presso la corte dei Savoia
L'officina tipografica della famiglia Sinibaldo aveva come probabile sede Palazzo Reale che proprio in quegli anni terminava i lavori di costruzione ad opera dell'architetto umbro Ascanio Vitozzi. La produzione tipografica aveva come attività principale argomenti che riguardavano le comunicazioni della casa reale come editti reali o informative sulla situazione politico-sociale dei domini sabaudi e in alcuni casi comunicazioni diplomatiche con regni contigui.

### La conduzione dell'azienda
Dopo la morte del marito Giovanni (avvenuta probabilmente nel 1692) l'attività tipografica fu portata avanti dalla moglie Anna Maria de' Cervetti, di ciò si ha testimonianza grazie ad un frontespizio nel quale si identificava come tipografa la vedova Sinibalda. Successivamente alla morte di quest'ultima i figli presero la conduzione dell'azienda di famiglia e ciò avvenne presumibilmente intorno al 1694, anno in cui compare un nuovo frontespizio  che richiama gli eredi di Sinibaldo.

## Marche tipografiche utilizzate

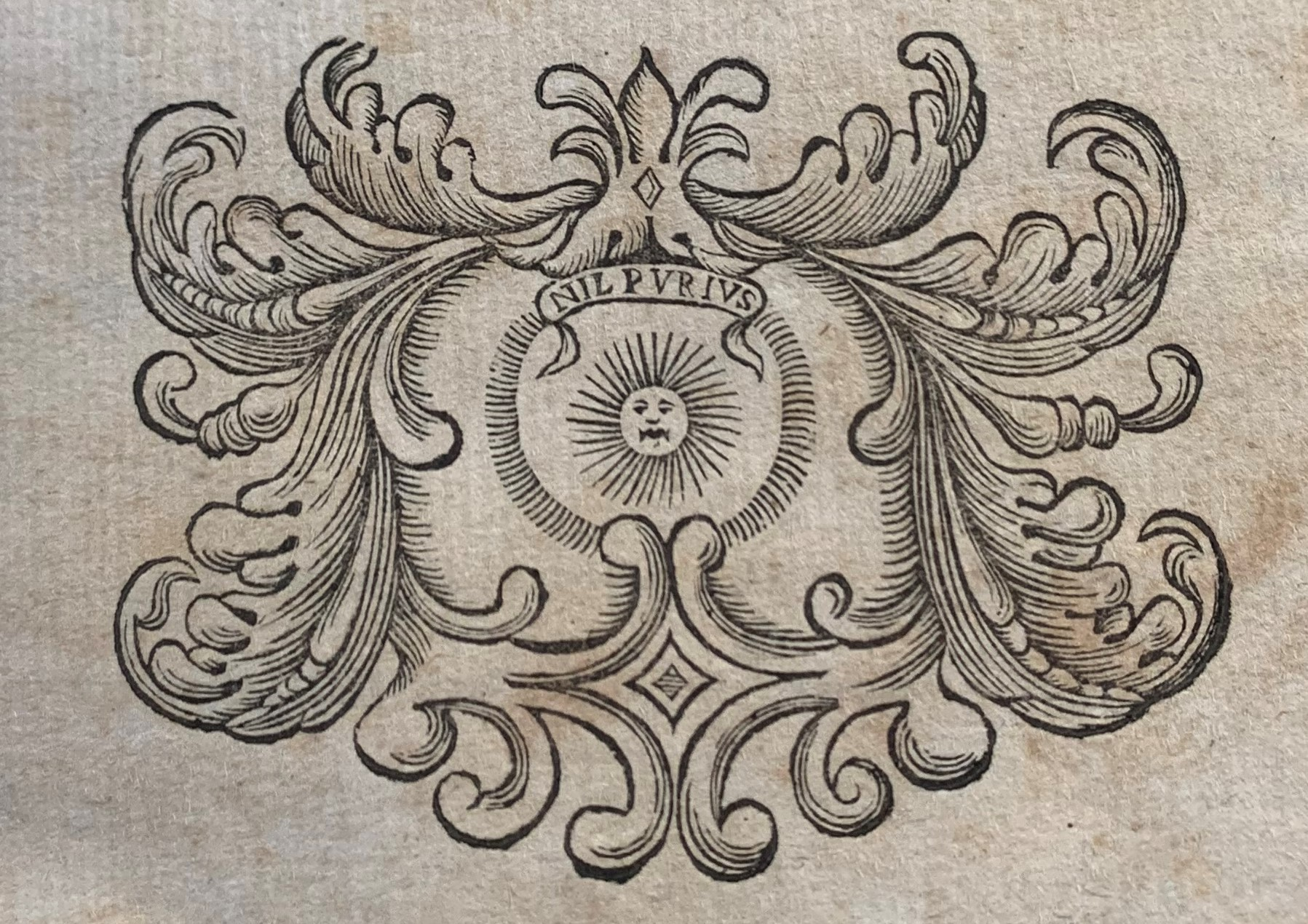
Marca tipografica dei Sinibaldo, tratta da un'opera di Giovanni Battista Rostagno sulla vita del Marchese Ghiron Francesco Villa. Stampata nel 1668 dal tipografo torinese Giovanni Sinibaldo.

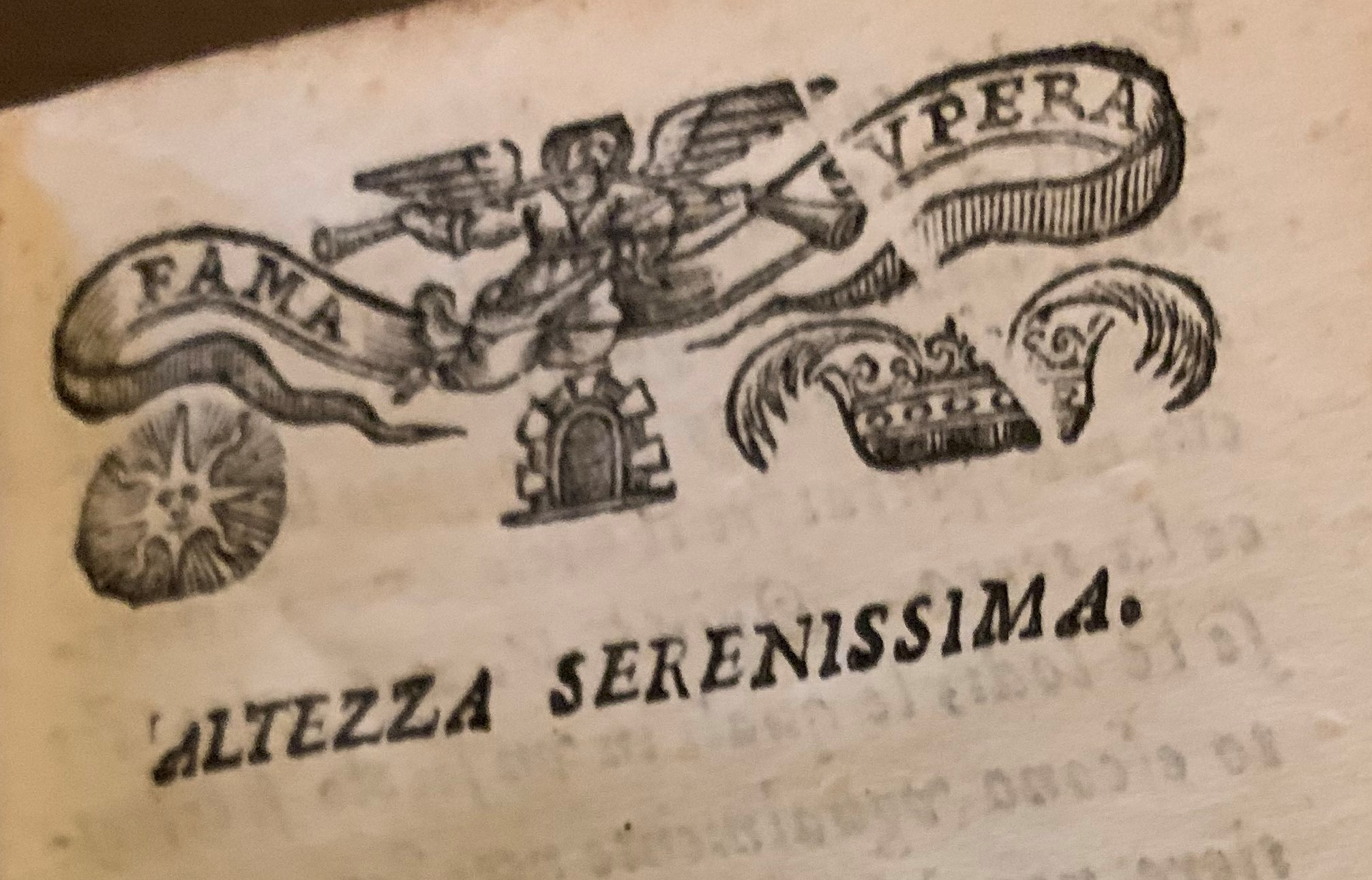
Elemento distintivo della marca tipografica sinibaldina unità alla corona reale.

Per ragioni che legarono fortemente la stamperia alla casata reale fu principalmente adoperato, come marchio tipografico, il simbolo della casata dei Savoia, difatti come consuetudine il sigillo reale era stampato su molte opere commissionate dal governo sabaudo e che trattavano principalmente i legami con il territorio o con la chiesa. Tuttavia la stamperia dei Sinibaldo si occupò, seppur in misura ridotta, anche di edizioni commissionate da esterni dove è possibile notare il marchio tipografico della tipografia sinibaldina, e che riprende un sole splendente con il motto "nil purius". 

## La produzione
La produzione comportava necessariamente ottemperare agli interessi regi, e come tale la stamperia produceva una serie di documenti burocratici che potevano riguardare dai tariffari da presentare alla Camera dei Conti a intere miscellanee contenenti patenti di grazia e giustizia rilasciate dai reali. Ampia è anche l'attività  di stampa di materiale ecclesiastico, tuttavia la tipografia era anche oggetto di incarichi al di fuori dell'ambito reale; è il caso della ricca raccolta di testi agiografici o narrazioni di imprese belliche commissionate da privati. L'attività tipografica della famiglia Sinibaldo si protrasse per più di mezzo secolo dal 1641 al 1694.

### Edizioni stampate

#### 1641
- Modus recipiendi legata perpetua in toto ordine seraphico committente Salvatore Cadana[5].

#### 1642
- Bulla Papæ Nicolai 5. continens indultum sereniss. Sab. ducibus ab eo concessum super collationibus, & prouisionibus beneficiorum in eorum ditionibus existentium[6].

#### 1646
- Priuilegii concessi, et confirmati tanto da sommi pontefici, che dal sereniss. sig. duca di f.m. Emanuel Filiberto, al luogo & commenda di S. Giouanni Gierosolomitano di Murello in Piemonte. Con premissione di s.a.s. sereniss. al presente regnante Carlo Emanuele[7].

#### 1651
- Carlo Emanuel, per gratia di Dio duca di Sauoia, prencipe di Piemonte, Rè di Cipro - Camera dei Conti[8].

#### 1668
- Viaggi dell'illustrissimo, & eccellentissimo sign. marchese Ghiron Francesco Villa in Dalmatia, e Leuante. Con la distinta relatione de' successi di Candia per il tempo, che fu dal medemo diffesa in qualità di generale dell'infanteria della Serenissima Republica di Venetia committente Giovanni Battista Rostagno[9].

#### 1692
- Vita della B. Margarita di Sauoia marchesa di Monferrato detta la Grande opera di Francesco Domenico Barisano[10]

#### 1694
- La vita di S. Ugolina vergine di Vercelli opera di Padre Ludovico da Vercelli[11].